# Siphlonurus croaticus
Siphlonurus croaticus is een haft uit de familie Siphlonuridae. De wetenschappelijke naam van de soort is voor het eerst geldig gepubliceerd in 1920 door Ulmer.
De soort komt voor in het Palearctisch gebied.